# خانواده کوک

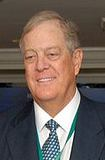
مرتبط

خانواده کوک (به انگلیسی: Koch family) خانواده آمریکایی آلمانی‌تبار فعال در صنعت نفت، تجارت و کارآفرینی می‌باشند، که مالکیت دومین شرکت خصوصی جهان یعنی صنایع کوک را در اختیار دارند.
خانواده کوک مهاجرانی آلمانی بودند، که در سال ۱۸۸۸ به ایالات متحده آمریکا مهاجرت کردند. 
فرد سی. کوک، مؤسس شرکت صنایع کوک، در سال ۱۹۲۷ روشی را ابداع کرد، که با استفاده از کراکینگ حرارتی در پالایشگاه نفت، موفق شد نفت خام سنگین را به گازوئیل تبدیل نماید. این کار باعث شد شرکت کوک بتواند با شرکت‌های بزرگ نفتی، رقابت کند.
خانواده کوک هم‌اکنون یکی از ثروتمندترین خانواده‌های جهان بشمار می‌آید. هم‌اکنون (۲۰۱۸) در فهرست ۱۰ فرد ثروتمند جهان، نام ۲ نفر از اعضای این خانواده بچشم می‌خورد؛ دیوید اچ. کوک و چارلز جی. کوک هر یک با دارایی خالصی بالغ بر ۶۰ میلیارد دلار، در رتبه‌های هشتم و نهم از این فهرست قرار دارند.
در سال ۲۰۱۸ مجله اقتصادی فوربز، دارایی خانواده کوک را در حدود ۱۲۰ میلیارد دلار اعلام کرد و این خانواده را قبل از خانواده والتون (مالکین شرکت وال‌مارت) به عنوان اولین خانواده ثروتمند در ایالات متحده آمریکا معرفی نمود.

## دعوای حقوقی
فرد چهار پسر داشت، که پس از درگذشت وی دعوایی حقوقی را بر سر مالکیت شرکت صنایع کوک آغاز نمودند، که این کشمکش‌ها دو دهه ۱۹۸۰ و ۱۹۹۰ به‌طول انجامید.
دیوید اچ. کوک و چارلز جی. کوک در یک سوی، ویلیام کوک و فردریک کوک بهمراه دو شریک دیگر، در سوی دیگر این دعوای حقوقی قرار داشتند، که سرانجام پس از ۲۰ سال دیوید و چارلز موفق شدند، سهام دو برادر دیگر را خریداری کرده و شرکت را تصاحب نمایند. در زمان انتقال شرکت صنایع کوک ارزشی بالغ بر ۱۰۰ میلیارد دلار داشت.
در حال حاضر، چارلز جی. کوک، پسر دوم فرد کوک، رئیس هیئت مدیره و مدیر عامل این شرکت بوده و پسر دیگر وی دیوید اچ. کوک نیز، به عنوان قائم‌مقام مدیرعامل و معاون اجرایی شرکت صنایع کخ، فعالیت می‌نماید. 
هم‌اکنون ۴۲٪ درصد از سهام صنایع کوک در اختیار چارلز کوک و ۴۲٪ درصد نیز به دیوید کوک تعلق دارد.

## اعضای خانواده
- فرد سی. کوک (۱۹۰۰ - ۱۹۶۷)
- مری آر. کوک (۱۹۰۷ - ۱۹۹۰)[۷]
  - فردریک آر. کوک (زاده ۱۹۳۳)
  - چارلز جی. کوک (زاده ۱۹۳۵)
  - دیوید اچ. کوک (زاده ۱۹۴۰)
  - ویلیام آی. کوک (زاده ۱۹۴۰)

## فعالیت سیاسی
به گفته مرکز سیاست پاسخگو، صنایع کوک بیش از ۵۰ میلیون دلار بین سال‌های ۲۰۰۶ تا اکتبر ۲۰۱۱ برای لابی کردن در واشینگتن هزینه کرده‌است. نایب رئیس شرکت صنایع کخ؛ دیوید اچ. کوک به عنوان یکی از اعضای فعال حزب جمهوری‌خواه ایالات متحده آمریکا محسوب می‌شود.